# Liste der Kulturgüter in Augst
Die Liste der Kulturgüter in Augst enthält alle Objekte in der Gemeinde Augst im Kanton Basel-Landschaft, die gemäss der Haager Konvention zum Schutz von Kulturgut bei bewaffneten Konflikten, dem Bundesgesetz vom 20. Juni 2014 über den Schutz der Kulturgüter bei bewaffneten Konflikten sowie der Verordnung vom 29. Oktober 2014 über den Schutz der Kulturgüter bei bewaffneten Konflikten unter Schutz stehen.
Objekte der Kategorien A und B sind vollständig in der Liste enthalten, Objekte der Kategorie C fehlen zurzeit (Stand: 1. Januar 2023).

## Kulturgüter
| Foto |                                                                     | Objekt                                                 | Kat. | Typ | Standort                              | Beschreibung |
| ---- | ------------------------------------------------------------------- | ------------------------------------------------------ | ---- | --- | ------------------------------------- | ------------ |
| ja   | Datei hochladen · Wikidata zu Augusta Raurica (Q610371)             | Augusta Raurica (römische Koloniestadt) KGS-Nr.: 01391 | A    | F   | 621321 / 264761                       |              |
| ja   | Datei hochladen · Wikidata zu Villa Clavel auf Castelen (Q19362761) | Villa Clavel auf Castelen KGS-Nr.: 01393               | A    | G   | Giebenacherstrasse 9 621281 / 264899  |              |
| ja   | Datei hochladen · Wikidata zu Römermuseum (Q2179606)                | Römermuseum KGS-Nr.: 08469                             | A    | S   | Giebenacherstrasse 17 621318 / 264850 |              |
| ja   | Datei hochladen · Wikidata zu Gasthof Rössli (Q29677105)            | Gasthof Rössli KGS-Nr.: 01392                          | B    | G   | Hauptstrasse 29 621089 / 265037       |              |
| ja   | Datei hochladen · Wikidata zu Staustufe Augst/Wyhlen (Q2334768)     | Kraftwerk am Rhein KGS-Nr.: 09045                      | B    | G   | Kraftwerkstrasse 6 620445 / 265168    |              |
| ja   | Datei hochladen · Wikidata zu Ehinger'sches Gut (Q29677086)         | Ehinger’sches Gut KGS-Nr.: 12078                       | B    | G   | Hauptstrasse 3 620785 / 265004        |              |